# میشل روکس-اسپیتز
میشل روکس-اسپیتز (انگلیسی: Michel Roux-Spitz؛ ۱۳ ژوئن ۱۸۸۸ – ۱۵ ژوئیه ۱۹۳۷) معمار اهل فرانسه بود.
وی همچنین برندهٔ جوایزی همچون جایزه بزرگ رم شده‌است.